# Beiträge zur Geschichte Osteuropas
Beiträge zur Geschichte Osteuropas ist eine deutschsprachige monographische Schriftenreihe, die seit 1954 im Verlag Böhlau (mit den Erscheinungsorten Münster, Köln, Weimar, Wien) erscheint. Der Schwerpunkt der Reihe liegt auf der russisch-sowjetischen Geschichte, sie ist enthält aber auch Beiträge vergleichender Forschungen sowohl zur ost- und mitteleuropäischen als auch zur allgemeinen westeuropäischen Geschichte. Sie hat die ISSN 0522-6651.
Die folgende Übersicht erhebt keinen Anspruch auf Aktualität oder Vollständigkeit:

## Bände
- 1 Hellmann, Manfred: Das Lettenland im Mittelalter: Studien zur ostbaltischen Frühzeit und lettischen Stammesgeschichte, insbes. Lettgallens von Manfred Hellmann. Münster, Köln, Boehlau, 1954
- 2 Ciechanowiecki, Andrzej S.: Michał Kazimierz Ogiński und sein Musenhof zu Słonim: Untersuchungen zur Geschichte der polnischen Kultur und ihrer europäischen Beziehungen im 18. Jahrhundert von Andrzej Ciechanowiecki. Köln [u. a.], Böhlau Verl., 1961
- 3 Geyer, Dietrich: Lenin in der russischen Sozialdemokratie: Die Arbeiterbewegung im Zarenreich als Organisationsproblem der revolutionären Intelligenz 1890–1903 von Dietrich Geyer. Köln, Graz, Böhlau, 1962
- 4 Hoensch, Jörg K.: Die Slowakei und Hitlers Ostpolitik: Hlinkas slowakische Volkspartei zwischen Autonomie und Separation 1938/1939. Jörg K. Hoensch. Köln, Graz, Böhlau, 1965
- 5 Müller, Eberhard: Russischer Intellekt in europäischer Krise: Ivan V. Kireevskij; (1806–1856) von Eberhard Müller. Köln [u. a.], Böhlau, 1966
- 6 Süle, Tibor: Sozialdemokratie in Ungarn: zur Rolle d. Intelligenz in d. Arbeiterbewegung 1899–1910 von Tibor Süle. Köln [u. a.], Böhlau, 1967
- 7 Rössler, Roman: Kirche und Revolution in Russland: Patriarch Tichon und der Sowjetstaat von Roman Rössler. Köln [u. a.], Böhlau, 1969
- 8 Eichwede, Wolfgang: Revolution und internationale Politik: Zur kommunistischen Interpretation der kapitalistischen Welt 1921–1925 von Wolfgang Eichwede. Köln, Wien, Böhlau, 1971
- 9 Hoensch, Jörg K.: Sozialverfassung und politische Reform: Polen im vorrevolutionären Zeitalter von Jörg K. Hoensch. Köln [u. a.], Böhlau, 1973
- 10 Scheibert, Peter: Die russische Agrarreform von 1861: ihre Probleme und der Stand ihrer Erforschung von Peter Scheibert. Köln [u. a.], Böhlau, 1973
- 11 Hildermeier, Manfred: Die Sozialrevolutionäre Partei Russlands: Agrarsozialismus und Modernisierung im Zarenreich (1900–1914) von Manfred Hildermeier. Köln [u. a.], Böhlau, 1978
- 12 Rexheuser, Rex: Dumawahlen und lokale Gesellschaft: Studien zur Sozialgeschichte der russischen Rechten vor 1917 von Rex Rexheuser. Köln [u. a.], Böhlau, 1980
- 13 Amburger, Erik: Ingermanland 1 Erik Amburger. Köln, Boehlau, 1980 / Ingermanland 2. Köln, Boehlau, 1980
- 14 Kappeler, Andreas: Russlands erste Nationalitäten: Das Zarenreich und die Völker der mittleren Wolga vom 16. bis 19. Jahrhundert von Andreas Kappeler. Köln [u. a.], Böhlau, 1982
- 15 Beyrau, Dietrich: Militär und Gesellschaft im vorrevolutionären Russland von Dietrich Beyrau. Köln [u. a.], Böhlau, 1984
- 16 Hildermeier, Manfred: Bürgertum und Stadt in Russland 1760–1870_ rechtliche Lage und soziale Struktur von Manfred Hildermeier. Köln [u. a.], Böhlau, 1986
- 17 Rüß, Hartmut: Herren und Diener die soziale und politische Mentalität des russischen Adels; 9.–17. Jahrhundert von Hartmut Rüss. Köln, Weimar, Wien, Böhlau, 1994
- 18 Häfner, Lutz: Die Partei der linken Sozialrevolutionäre in der russischen Revolution von 1917/18 von Lutz Häfner. Köln, Weimar, Wien, Böhlau, 1994
- 19 Dahlmann, Dittmar: Die Provinz wählt: Russlands Konstitutionell-Demokratische Partei und die Dumawahlen 1906–1912 von Dittmar Dahlmann. Köln [u. a.], Böhlau, 1996
- 20 Puttkamer, Joachim von: Fabrikgesetzgebung in Russland vor 1905: Regierung und Unternehmerschaft beim Ausgleich ihrer Interessen in einer vorkonstitutionellen Ordnung von Joachim von Puttkamer. Köln [u. a.], Böhlau, 1996
- 21 Plaggenborg, Stefan: Revolutionskultur: Menschenbilder und kulturelle Praxis in Sowjetrussland zwischen Oktoberrevolution und Stalinismus von Stefan Plaggenborg. Köln [u. a.], Böhlau, 1996
- 22 Ennker, Benno: Die Anfänge des Leninkults in der Sowjetunion von Benno Ennker. Köln [u. a.], Böhlau, 1997
- 23 Wehner, Markus: Bauernpolitik im proletarischen Staat: Die Bauernfrage als zentrales Problem der sowjetischen Innenpolitik 1921–1928 von Markus Wehner. Köln, Weimar, Wien, Böhlau, 1998
- 24 Boškovska, Nada: Die russische Frau im 17. Jahrhundert von Nada Boškovska. Köln [u. a.], Böhlau, 1998
- 25 Bohn, Thomas M.: Russische Geschichtswissenschaft von 1880 bis 1905: Pavel N. Miljukov und die Moskauer Schule von Thomas M. Bohn. Köln, Weimar, Wien, Böhlau, 1998
- 26 Hübner, Eckhard [Herausgeber] Russland zur Zeit Katharinas II.: Absolutismus, Aufklärung, Pragmatismus hrsg. von Eckhard Hübner. Köln [u. a.], Böhlau, 1998
- 27 Maurer, Trude: Hochschullehrer im Zarenreich: Ein Beitrag zur russischen Sozial- und Bildungsgeschichte von Trude Maurer. Köln, Weimar, Wien, Böhlau, 1998
- 28 Katzer, Nikolaus: Die weiße Bewegung in Russland: Herrschaftsbildung, praktische Politik und politische Programmatik im Bürgerkrieg von Nikolaus Katzer. Köln, Weimar, Wien, Böhlau Verlag, 1999
- 29 Benecke, Werner: Die Ostgebiete der Zweiten Polnischen Republik: Staatsmacht und öffentliche Ordnung in einer Minderheitenregion 1918–1939 von Werner Benecke. Köln, Weimar, Wien, Böhlau, 1999
- 30 Hofmann, Andreas R.: Die Nachkriegszeit in Schlesien: Gesellschafts- und Bevölkerungspolitik in den polnischen Siedlungsgebieten 1945–1948 von Andreas R. Hofmann. Köln, Weimar, Wien, Böhlau, 2000
- 31 Renner, Andreas: Russischer Nationalismus und Öffentlichkeit im Zarenreich 1855–1875 von Andreas Renner. Köln, Weimar, Wien, Böhlau, 2000
- 32 Penter, Tanja: Odessa 1917: Revolution an der Peripherie von Tanja Penter. Köln, Weimar, Wien, Böhlau, 2000
- 33 Neutatz, Dietmar: Die Moskauer Metro: von den ersten Plänen bis zur Grossbaustelle des Stalinismus (1897–1935) von Dietmar Neutatz. Köln, Weimar, Wien, Böhlau, 2001
- 34 Stadelmann, Matthias: Isaak Dunaevskij - Sänger des Volkes: eine Karriere unter Stalin von Matthias Stadelmann. Köln, Weimar, Wien, Böhlau, 2003
- 35 Häfner, Lutz: Gesellschaft als lokale Veranstaltung: die Wolgastädte Kazan' und Saratov (1870–1914) von Lutz Häfner. Köln, Weimar, Wien, Böhlau, 2004
- 36 Schenk, Frithjof Benjamin: Aleksandr Nevskij Heiliger, Fürst, Nationalheld: eine Erinnerungsfigur im russischen kulturellen Gedächtnis (1263–2000) von Frithjof Benjamin Schenk. Köln, Weimar, Wien, Böhlau, 2004
- 37 Obertreis, Julia: Tränen des Sozialismus_ Wohnen in Leningrad zwischen Alltag und Utopie 1917–1937 von Julia Obertreis. Köln, Weimar, Wien, Böhlau, 2004
- 38 Falk, Barbara: Sowjetische Städte in der Hungersnot 1932/33: staatliche Ernährungspolitik und städtisches Alltagsleben von Barbara Falk. Köln, Weimar, Wien, Böhlau, 2005
- 39 Wiederkehr, Stefan: Die eurasische Bewegung: Wissenschaft und Politik in der russischen Emigration der Zwischenkriegszeit und im postsowjetischen Russland von Stefan Wiederkehr. Köln, Weimar, Wien, Böhlau, 2007
- 40 Feest, David: Zwangskollektivierung im Baltikum: die Sowjetisierung des estnischen Dorfes 1944–1953 von David Feest. Köln, Weimar, Wien, Böhlau, 2007
- 42 Kucher, Katharina: Der Gorki-Park: Freizeitkultur im Stalinismus 1928–1941 von Katharina Kucher. Köln, Weimar, Wien, Böhlau, 2007
- 43 Grüner, Frank: Patrioten und Kosmopoliten: Juden im Sowjetstaat 1941–1953 von Frank Grüner. Köln, Weimar, Wien, Böhlau, 2008
- 44 Dohrn, Verena: Jüdische Eliten im Russischen Reich: Aufklärung und Integration im 19. Jahrhundert von Verena Dohrn. Köln, Weimar, Wien, Böhlau, 2008
- 45 Bönker, Kirsten: Jenseits der Metropolen: Öffentlichkeit und Lokalpolitik im Gouvernement Saratov (1890–1914) von Kirsten Bönker. Köln, Weimar, Wien, Böhlau, 2010
- 46 Ganzenmüller, Jörg: Russische Staatsgewalt und polnischer Adel: Elitenintegration und Staatsausbau im Westen des Zarenreiches (1772–1850) von Jörg Ganzenmüller. Köln, Weimar, Wien, Böhlau, 2013
- 47 Bruisch, Katja: Als das Dorf noch Zukunft war: Agrarismus und Expertise zwischen Zarenreich und Sowjetunion von Katja Bruisch. Köln, Weimar, Wien, Böhlau Verlag, c 2014
- 48 Sambuk, Daria: Wächter der Gesundheit: Staat und lokale Gesellschaften beim Aufbau des Medizinalwesens im Russischen Reich 1762–1831 von Daria Sambuk. Köln, Weimar, Wien, Böhlau, 2015
- 50 Belge, Boris: Klingende Sowjetmoderne: eine Musik- und Gesellschaftsgeschichte des Spätsozialismus von Boris Belge. Köln, Weimar, Wien, Böhlau Verlag, 2018
- 52 Abeßer, Michel: Den Jazz sowjetisch machen kulturelle Leitbilder, Musikmarkt und Distinktion zwischen 1953 und 1970 von Michel Abeßer. Köln, Weimar, Wien, Böhlau Verlag, [2018]
- 53 Vulpius, Ricarda: Die Geburt des Russländischen Imperiums: Herrschaftskonzepte und -praktiken im 18. Jahrhundert von Ricarda Vulpius. Wien, Köln, Weimar, Böhlau Verlag, [2020]
- 54 Schejngeit, Alexander; Pietrow-Ennker, Bianka; Gestwa, Klaus; Griesse, Malte: Moskaus Fenster zur Welt: die Nachrichtenagentur TASS und die Auslandsberichterstattung in der Sowjetunion, 1918–1941 von Alexander Schejngeit. Wien, Köln, Weimar, Böhlau Verlag, [2021]